# Reseda

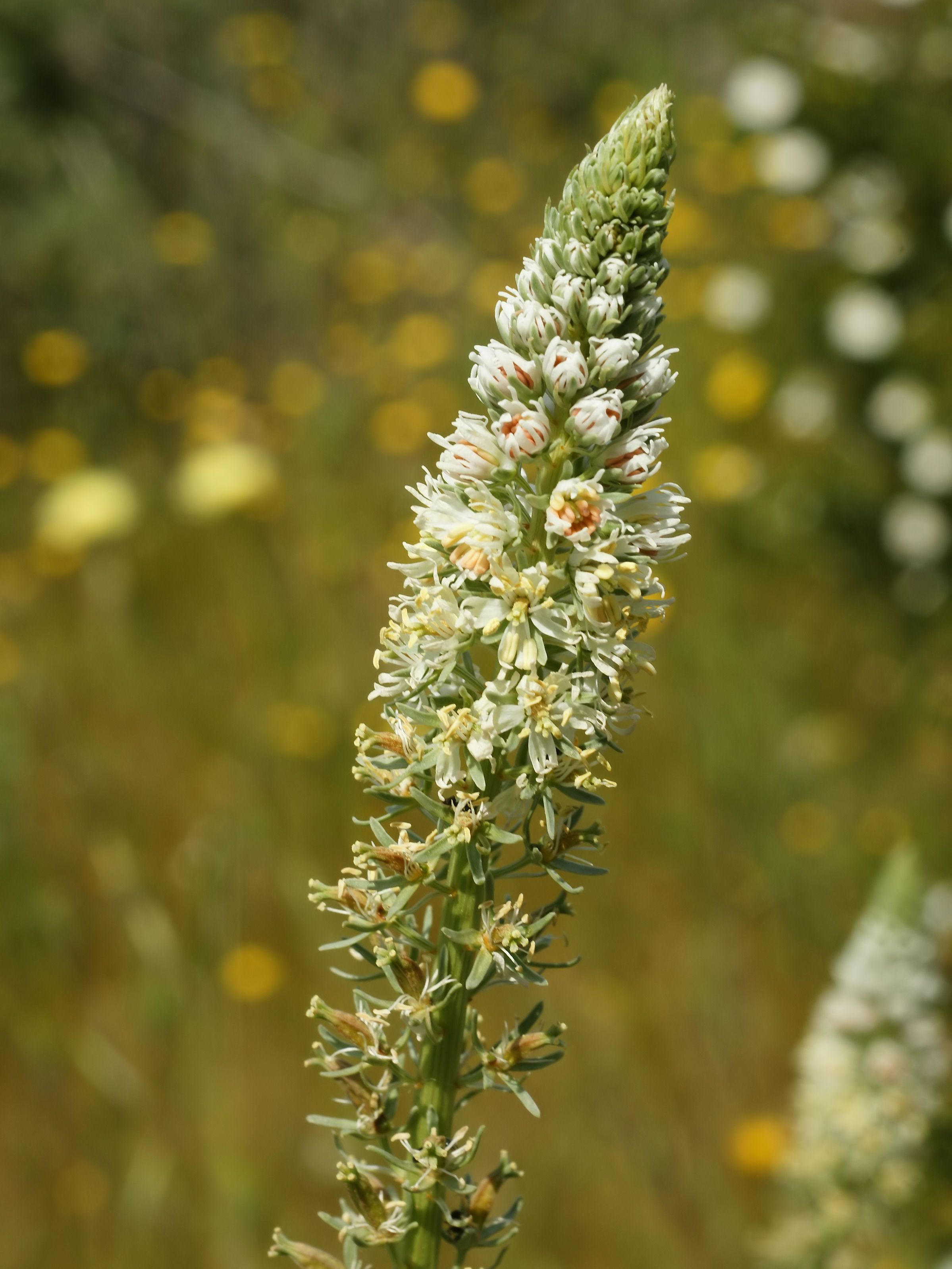
Reseda alba

Reseda Tourn. ex L. è un genere di piante della famiglia Resedaceae, originario dell'Africa del Nord, dell'Europa e  dell'Asia occidentale.
Il nome deriva dal latino resedare = calmare, in riferimento alle proprietà medicinali attribuite ad alcune specie.

## Descrizione
Il genere comprende piante erbacee, annuali o biennali, di altezza compresa tra i 40 e i 130 cm.

Le foglie sono alterne, lunghe da 1 a 15 cm, disposte a formare una rosetta basale alla base del fusto.

I fiori sono poco appariscenti, da 4 a 6 mm di diametro, di colore variabile a seconda delle specie dal bianco al giallo, dall'arancio al verde.

I frutti sono delle capsule contenenti numerosi piccoli semi neri.

## Tassonomia
Sono riconosciute le seguenti specie:
- Reseda alba L.
- Reseda alopecuros Boiss.
- Reseda alphonsii Müll.Arg.
- Reseda amblyocarpa Fresen.
- Reseda anatolica (Abdallah & de Wit) Snogerup & B.Snogerup
- Reseda arabica Boiss.
- Reseda armena Boiss.
- Reseda attenuata (Ball) Ball
- Reseda aucheri Boiss.
- Reseda balansae Müll.Arg.
- Reseda barrelieri Bertol. ex Müll.Arg.
- Reseda battandieri Pit.
- Reseda bucharica Litv.
- Reseda buhseana Müll.Arg.
- Reseda bungei Boiss.
- Reseda complicata Bory
- Reseda coodei Hub.-Mor.
- Reseda decursiva Forssk.
- Reseda diffusa (Ball) Ball
- Reseda duriaeana J.Gay
- Reseda elata Coss. & Balansa ex Müll.Arg.
- Reseda ellenbeckii Perkins
- Reseda germanicopolitana Hub.-Mor.
- Reseda glauca L.
- Reseda globulosa Fisch. & C.A.Mey.
- Reseda gredensis (Cutanda & Willk.) Müll.Arg.
- Reseda × guichardii Pages
- Reseda haussknechtii Müll.Arg.
- Reseda inodora Rchb.
- Reseda jacquinii Rchb.
- Reseda kurdica Boiss. & Noë
- Reseda lanceolata Lag.
- Reseda lancerotae Webb ex Delile
- Reseda lutea L.
- Reseda luteola L.
- Reseda macrobotrys Boiss.
- Reseda malatyana Yildirim & Senol
- Reseda media Lag.
- Reseda micrantha O.Schwartz
- Reseda microcarpa Müll.Arg.
- Reseda migiurtinorum Chiov.
- Reseda minoica Martín-Bravo & Jim.Mejías
- Reseda muricata C.Presl
- Reseda nainii Maire
- Reseda odorata L.
- Reseda orientalis (Müll.Arg.) Boiss.
- Reseda pentagyna Abdallah & A.G.Mill.
- Reseda phyteuma L.
- Reseda pruinosa Delile
- Reseda saadae Abdallah & de Wit
- Reseda scoparia Brouss. ex Willd.
- Reseda sessilifolia Thulin
- Reseda sphenocleoides Deflers
- Reseda spinescens O.Schwartz
- Reseda stenobotrys Maire & Sam.
- Reseda stenostachya Boiss.
- Reseda stricta Pers.
- Reseda suffruticosa Loefl.
- Reseda tefedestica (Maire) Abdallah & de Wit
- Reseda telephiifolia (Chiov.) Abdallah & de Wit
- Reseda tomentosa Boiss.
- Reseda tymphaea Hausskn.
- Reseda undata L.
- Reseda urnigera Webb
- Reseda villosa Coss.
- Reseda virgata Boiss. & Reut.
- Reseda viridis Balf.f.